# Aschraf El Mahdioui
Aschraf El Mahdioui (Amsterdam, 24 mei 1996) is een Marokkaans-Nederlandse voetballer die bij voorkeur als middenvelder speelt. Sinds 21 januari 2022 speelt hij bij Al Taawoun FC.

## Clubcarrière

### AFC Ajax
El Mahdioui maakte in december 2012 als speler van de amateurs van Zeeburgia tijdens een oefenwedstrijd indruk op Wim Jonk, hoofd jeugdopleiding bij Ajax. Jonk keek ervan op dat hij nog niet bij een profclub speelde. Het daaropvolgende seizoen sloot hij aan bij de A2 van Ajax, maar maakte hij al vrij snel de overstap naar de A1. Ook trainde El Mahdioui een keer mee met de A-selectie. Aan het einde van het seizoen 2013/14 werd hij verkozen tot Talent van de Toekomst.
In het seizoen 2015/16 schoof El Mahdioui door van de A-junioren naar Jong Ajax. Hij maakte op 10 juli 2015 zijn officieus debuut voor de hoofdmacht van Ajax tijdens een vriendschappelijke wedstrijd tegen het Deense FC Nordsjælland dat met 3-1 werd verloren. Op 18 september 2015 maakte hij zijn debuut in het betaald voetbal voor Jong Ajax in de Eerste divisie. In de uitwedstrijd die met 2–0 werd verloren bij Go Ahead Eagles kwam hij na een uur spelen in de ploeg voor Abdelhak Nouri. Zijn eerste officiële doelpunt in het betaald voetbal scoorde hij op 23 november 2015 in een uitwedstrijd tegen Jong PSV (3–3 gelijkspel). Hij zorgde in de zevende minuut voor de 1–1. 
Begin april 2016 werd bekendgemaakt dat het aflopende contract van El Mahdioui niet verlengd zou worden. Ajax gaf als reden aan dat er veel middenvelders onder contract zouden staan bij de Amsterdammers.

### ADO Den Haag
El Mahdioui tekende op 30 juni 2016 een contract voor drie seizoenen bij ADO Den Haag. Voor ADO speelde hij 13 wedstrijden in de Eredivisie.

### AS Trenčín
In 2017 tekende Mahdioui een tweejarig contract bij AS Trenčín. In zijn eerste seizoen scoorde hij 6 doelpunten in 33 wedstrijden in de Fortuna Liga.

### Wisła Kraków
Medio 2021 ging hij transfervrij naar Wisła Kraków.

### Al Taawoun FC
Op 21 januari 2022 vertrok hij naar de Saoedi-Arabische club Al Taawoun FC voor 2,4 miljoen euro. Hij tekende een contract tot 30 juni 2024.

## Carrièrestatistieken

### Beloften
| Seizoen | Club      |                    | Competitie     | Competitie | Competitie |
| Seizoen | Club      | Wed.               | Competitie     | Dlp.       |            |
| ------- | --------- | ------------------ | -------------- | ---------- | ---------- |
| 2015/16 | Jong Ajax | Vlag van Nederland | Eerste divisie | 23         | 3          |
| Totaal  | Totaal    | Totaal             | Totaal         | 23         | 3          |

### Senioren
| Seizoen        | Club           |                        | Competitie                | Competitie | Competitie | Beker | Beker | Internationaal | Internationaal | Overig | Overig | Totaal | Totaal |
| Seizoen        | Club           | Wed.                   | Competitie                | Dlp.       | Wed.       | Dlp.  | Wed.  | Dlp.           | Wed.           | Dlp.   | Wed.   | Dlp.   |        |
| -------------- | -------------- | ---------------------- | ------------------------- | ---------- | ---------- | ----- | ----- | -------------- | -------------- | ------ | ------ | ------ | ------ |
| 2016/17        | ADO Den Haag   | Vlag van Nederland     | Eredivisie                | 13         | 0          | 3     | 0     | —              | —              | —      | —      | 16     | 0      |
| 2017/18        | AS Trenčín     | Vlag van Slowakije     | Fortuna Liga              | 33         | 6          | 1     | 0     | 4              | 0              | 2      | 0      | 40     | 6      |
| 2018/19        | AS Trenčín     | Vlag van Slowakije     | Fortuna Liga              | 16         | 1          | 3     | 1     | 8              | 0              | —      | —      | 27     | 2      |
| 2019/20        | AS Trenčín     | Vlag van Slowakije     | Fortuna Liga              | 13         | 1          | 1     | 0     | 0              | 0              | 1      | 0      | 15     | 1      |
| 2020/21        | AS Trenčín     | Vlag van Slowakije     | Fortuna Liga              | 30         | 1          | 4     | 0     | 0              | 0              | 1      | 0      | 35     | 1      |
| 2021/22        | Wisła Kraków   | Vlag van Polen         | Ekstraklasa               | 16         | 1          | 2     | 0     | —              | —              | —      | —      | 18     | 1      |
| 2021/22        | Al Taawoun     | Vlag van Saoedi-Arabië | Saudi Professional League | 12         | 1          | 1     | 0     | 2              | 0              | —      | —      | 15     | 1      |
| 2022/23        | Al Taawoun     | Vlag van Saoedi-Arabië | Saudi Professional League | 8          | 0          | 0     | 0     | —              | —              | —      | —      | 8      | 0      |
| Carrièretotaal | Carrièretotaal | Carrièretotaal         | Carrièretotaal            | 141        | 11         | 15    | 1     | 14             | 0              | 4      | 0      | 174    | 12     |

Bijgewerkt tot en met 28 oktober 2022.

## Erelijst

### Persoonlijk
| Nederland                   |    |      |
| Ajax Talent van de Toekomst | 1x | 2014 |

## Mishandeling
Op 12 maart 2015 werd El Mahdioui samen met teamgenoten Zakaria El Azzouzi en Samet Bulut gearresteerd wegens het mishandelen van een politievrouw in burger. De agente had er schouderletsel en verschillende bloeduitstortingen aan overgehouden. De agente deed aangifte tegen de drie spelers. Ajax bracht een dag later in een officieel bericht naar buiten dat het de spelers had geschorst. Later die week zou El Azzouzi nog de enige verdachte zijn in de zaak. El Mahdioui mocht na een maand schorsing weer wedstrijden spelen voor de A1. Als straf moest hij samen met El Azzouzi en Bulut de jeugd van Ajax gaan voorlichten.